# Talbia Belhouari
 (octobre 2024).
Talbia Belhouari est une femme politique belge francophone née le 13 octobre 1962 à Oujda (Maroc) et arrivée très jeune avec ses parents en Belgique.
Après des études supérieures non universitaires, elle obtient le diplôme de régente en littérature-histoire-morale. Cofondatrice de l'association de femmes allochtones "La Voix des femmes" en 1987, elle travaille à la Commission communautaire française de Bruxelles, puis au Commissariat royal à la politique des immigrés en 1989-1992.
En 1995, elle figure sur la liste du Parti socialiste au Sénat fédéral (Bruxelles-Hal-Vilvorde et Wallonie) mais n'est pas élue, malgré un score important en voix de préférences. Après les élections, elle devient membre du cabinet du ministre régional bruxellois Eric Tomas.
En octobre 2000, elle est élue au conseil communal de Molenbeek-Saint-Jean sur la Liste du bourgmestre Philippe Moureaux, devient cheffe de groupe et figure sur la liste de ce parti aux législatives fédérales de mai 2003, en tant que suppléante.
Elle est appelée à siéger à la Chambre des députés en juillet 2004. En 2006, Talbia Belhouari se présente comme candidate sur la liste du bourgmestre Philippe Moureaux. En 2007, candidate à la chambre, Belhouari présente devant la presse un nouveau concept d'affiches électorales en plastique lavable et recyclable. en effet elles peuvent être réutilisables pour 3 campagnes électorales successives.

## Liens
- Site Suffrage universel
- « Présentation de la candidate sur le site officiel du PS de Molenbeek »(Archive.org • Wikiwix • Archive.is • Google • Que faire ?)